# Anatoli Wassiljewitsch Lunatscharski

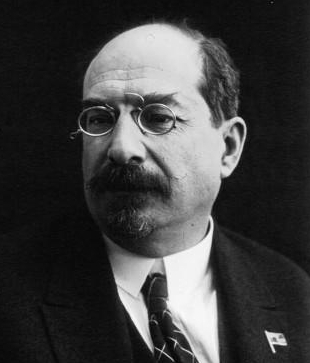
Anatoli Lunatscharski (1925)

Anatoli Wassiljewitsch Lunatscharski (russisch Анатолий Васильевич Луначарский, wiss. Transliteration Anatolij Vasil'evič Lunačarskij; * 11.jul. / 23. November 1875greg. in Poltawa, Russisches Kaiserreich, heute Ukraine; † 26. Dezember 1933 in Menton, Frankreich) war ab seiner Berufung durch Lenin 1917 bis zu seiner Entlassung durch Josef Stalin 1929 Volkskommissar für Bildung der RSFSR. Er gilt als einer der bedeutendsten marxistischen Kulturpolitiker.

## Leben
Lunatscharski, Sohn eines höheren Beamten in Poltawa, besuchte das Gymnasium in Kiew und kam dort erstmals mit revolutionärem Gedankengut in Kontakt. Wegen „politischer Unzuverlässigkeit“ verweigerte man ihm infolgedessen die Aufnahme in die Moskauer Universität. Deshalb emigrierte er nach der Absolvierung des Gymnasiums in die Schweiz, wo er 1895 an der Universität Zürich Philosophie und Naturwissenschaften studierte. In dieser Zeit wurde Lunatscharski mit dem philosophischen System des Machisten Richard Avenarius, Professor an der Universität Zürich, vertraut. Der Einfluss dieses bürgerlichen Philosophen und die Freundschaft zu dem machistischen Sozialdemokraten Alexander Bogdanow wirkten sich auf die Anschauungen von Lunatscharski lange Zeit aus.
Nach zwei Jahren Emigration kehrte Lunatscharski nach Russland zurück. Er nahm als Propagandist, Agitator und Organisator die illegale revolutionäre Arbeit wieder auf. Sein weiteres Wirken wurde durch Verhaftung, Einkerkerung und Verbannung oft unterbrochen.
Seit 1904, erneut in der Emigration, arbeitete er in Genf in der Redaktion der Zeitschriften Vorwärts (Вперед) und Proletarier (Пролетарий). 1905 kehrte er nach Sankt Petersburg zurück, wurde erneut verhaftet und floh nach Stockholm. 1908 erregte er Aufmerksamkeit mit seiner Schrift Religion und Sozialismus, die auf eine philosophische Synthese abzielte (Gottbauerntum). 1910/11 organisierte er in Italien eine Schule nach dem Montessori-Prinzip, später arbeitete er in Paris wieder als Journalist.
Lunatscharski war seit 1897 Mitglied der Sozialdemokratischen Arbeiterpartei Russlands. Er war gegenüber den Künsten, der Literatur, dem Theater und der Musik sehr aufgeschlossen. Durch seine Aufenthalte in der Emigration von 1906 bis 1917, wo er während des Ersten Weltkriegs zum engeren Kreis Lenins gehört hatte, besaß er profunde Kenntnisse der westeuropäischen Kunstszene und vertrat in Kunstfragen eine eher liberale Haltung. Lenin dagegen war in Kunstfragen ausgesprochen konservativ. Lunatscharski war von November 1917 bis Juli 1929 Volkskommissar für das Bildungswesen. Er wurde seines Amtes enthoben, nachdem er im April 1929 gegen den Abriss der Kremlklöster protestiert hatte. Lunatscharski sorgte dafür, dass auch mit der „Neuen Ökonomischen Politik“, die in Russland ab 1921 galt, der Avantgarde noch gewisse Freiräume offenstanden. Er war ein ausgesprochen geschickter Taktierer, der in Kauf nahm, dass sich seine Äußerungen widersprachen. Lunatscharski verstand sich letztlich als politischer Revolutionär, bei dem die Bedürfnisse der Massen von Arbeitern und Bauern Vorrang hatten. Den Niedergang der avantgardistischen Kunst, der in der Doktrin des Sozialistischen Realismus endete, konnte er nicht verhindern.
Ab 1922 war er mit der Schauspielerin Natalja Alexandrowna Rosenel verheiratet. 
1930 wurde er zum Mitglied der Akademie der Wissenschaften der UdSSR gewählt. Von 1931 bis 1933 war er Direktor des Instituts für russische Literatur der Akademie der Wissenschaften der UdSSR.
Im September 1933 wurde Lunatscharski zum Bevollmächtigten Vertreter der UdSSR in Spanien ernannt. Auf dem Weg von Genf nach Spanien, er weilte als Stellvertretender Leiter der Sowjetdelegation auf der Abrüstungskonferenz des Völkerbundes, starb er an Herzversagen.

## Werk

### Kunstpolitik
Die Veränderung in der Kunstpolitik Russlands lässt sich an drei von Lunatscharskis Veröffentlichungen gut nachvollziehen. Sie sind im Folgenden zitiert:
- 1918; aus einem Artikel für die „Kunst der Kommune“:

Dutzendmal habe ich erklärt, das Kommissariat für Volksaufklärung solle in seiner Einstellung zu den einzelnen Richtungen im Kunstleben unparteiisch sein. Was Formfragen anbetrifft, darf der Geschmack des Volkskommissars und sämtlicher Vertreter der Staatsgewalt nicht in Rechnung gestellt werden. Allen Personen und Gruppen im Kunstbereich ist eine freie Entwicklung zu gewähren! Keiner Richtung darf gestattet werden, die andere zu verdrängen, sei sie mit erworbenem traditionellem Ruhm oder mit Modeerfolg ausgestattet!
- 1920 (Oktober); Auf einer Sitzung des Kunstsektors seines Kommissariats und der kommunistischen Fraktion des Zentralkomitees der Gewerkschaft der Kunstschaffenden trägt Lunatscharski seine von ihm als Richtlinien verstandenen Thesen zur Kunstpolitik vor:

1. Erhaltung der wirklichen Kunstwerte der Vergangenheit.
2. Kritische Aneignung dieser Kunstwerte durch die proletarischen Massen.
3. Jede erdenkliche Förderung der Schaffung experimenteller Formen revolutionärer Kunst.
4. Einsatz aller Kunstarten zur Propaganda und Verwirklichung der Ideen des Kommunismus, dazu Förderung des Einflusses der kommunistischen Ideen auf die Massen der Kunstschaffenden.
5. Objektive Einstellung zu allen künstlerischen Strömungen.
6. Demokratisierung aller künstlerischen Einrichtungen, die den Massen auf jede erdenkliche Weise zugänglich gemacht werden müssen.
- 1921; Artikel für Das Rote Neuland (mit der inhaltsleeren Sujetlosigkeit war vor allem der Suprematismus gemeint):

Die Kunst selbst ist heute in verschiedene Lager gespalten und eine Trennungslinie fällt sofort ins Auge: die sogenannte realistische Kunst, unter der man jetzt gemeinhin die gesamte vergangene Kunst versteht, und die sogenannt futuristische. Ich persönlich glaube, dass der Weg von der Kunst der Vergangenheit zur proletarischen, sozialistischen Kunst nicht über den Futurismus verläuft, und wenn sie durch diese oder jene Errungenschaft des Futurismus, und seien sie nur technischer Art, befruchtet wird, so ist dies wahrscheinlich nicht sehr ernst zu nehmen (dies gilt nicht für das Kunstgewerbe): Aber das ist meine persönliche Meinung, die wahrscheinlich ein Großteil anderer Kommunisten teilt… Für mich unterliegt es keinem Zweifel, dass dem Proletariat und dem Bauerntum erheblich mehr von lebensvollen Epochen der Vergangenheit gegeben wird, als von einer Kunst, die von vornherein erklärt, dass sie inhaltlich leer, dass sie rein formal sei, und die schließlich zu einer absolut inhaltsleeren Sujetlosigkeit kommt. … Ohne der sogenannten neuen Kunst Privilegien zu gewähren, sollte man auch weder ein Kesseltreiben gegen sie veranstalten, wodurch wir uns die Sympathie von Hunderten junger Künstler verscherzen würden, noch aus ihnen Märtyrer im Namen ihrer Ideen machen, hinter denen sie fest stehen. Das wäre völlig vergeblich, ohne jede Notwendigkeit und jeden Nutzen.

### Philosophische Position
Lunatscharskis philosophische Position wurde vor allem von Karl Marx, Friedrich Nietzsche, Lenin und Avenarius beeinflusst.
In seiner Schulzeit wurde Lunatscharski mit den Ideen von Marx vertraut, von denen er bis zu seinem Tod überzeugt war. Lunatscharski war ein überzeugter Marxist und er beteiligte sich schon während seiner Gymnasialzeit bei Schülerzirkeln, die unter marxistischem Einfluss standen.
Während seines Studiums in der Schweiz stand Lunatscharski unter starkem Einfluss von Richard Avenarius, Professor an der Universität Zürich. Avenarius versuchte mit einem kritischen Empirismus, eine von dogmatischer Metaphysik unabhängige Wirklichkeitslehre zu geben (Positivismus).
Da Lunatscharski eine Empfänglichkeit für alles Formstarke und künstlerisch Emotionale besaß, war er fasziniert von Nietzsche, wie auch viele andere Philosophen seiner Zeit. Erst spät hat sich die marxistische Kritik mit den Lehren von Nietzsche befasst, so auch Lunatscharski.
Beim ersten Zusammentreffen mit Lenin bat dieser ihn, sich an der Arbeit für die Zeitung Wperjod zu beteiligen, weil er in ihm ein wertvolles Parteimitglied sah und ihn von Avenarius’ „Irrlehren“ befreien wollte. Lenin sah in der Philosophie von Avenarius einen subjektivistischen Idealismus und bekämpfte dessen starke Wirkung auf die russische Philosophie. Die heftige Kritik Lenins in seinem Werk Materialismus und Empiriokritizismus galt den russischen Machisten, vor allem aber auch Lunatscharski. Lenin und Lunatscharski standen auch später noch oft in heftiger Kritik zueinander. Jedoch konnte dies ihre Zusammenarbeit nie ernsthaft gefährden.

### Ästhetik
Lunatscharskis Theorie der Ästhetik ist von Richard Avenarius, Herbert Spencer beeinflusst, aber auch von Arthur Schopenhauer und Charles Darwin. Entwickelt hat er sie in Grundlagen einer positiven Ästhetik (1904).
Die Frage „Was ist Leben?“ ist der Ausgangspunkt seiner ästhetischen Überlegungen. Biomechanische und psychologische Überlegungen stellen für Lunatscharski das für die „positive Ästhetik“ notwendige Fundament dar, da die Ästhetik die Wissenschaft von der Wertung, zum Teil auch von der schöpferischen Tätigkeit ist, welche der Wertung entspringt.
Die Kunst, aber auch die Wissenschaft, Religion und Philosophie, entwickeln sich demnach innerhalb einer bestimmten Gesellschaft. Diese Entwicklung ist auch folglich mit der Struktur der Gesellschaft und deren wirtschaftlichen Basis verbunden. Die Kunst soll lediglich Freude und Freiheit schenken. Dies ist jedoch nur dann möglich, wenn die „ursprünglichen Bedürfnisse“ zumindest zeitweilig befriedigt sind.

### Theaterstücke
Lunatscharski war auch als Schriftsteller tätig, er schrieb unter anderem die Theaterstücke Faust und die Stadt (russisch Фауст и город)
und Der befreite Don Quijote (russisch Освобожденный Дон-Кихот), das am 27. November 1925 im Theater Volksbühne am Bülowplatz Berlin uraufgeführt wurde (Regie: Fritz Holl, mit Friedrich Kayssler in der Hauptrolle) und 1945 auch am Wiener Volkstheater aufgeführt wurde (Regie: Günther Haenel, mit Max Paulsen in der Titelrolle). Der sowjetische Puppenanimationsfilm Oswoboschdenny Don Kichot von Wadim Kurtschewski (1987) basiert auf diesem Werk.

## Ehrungen

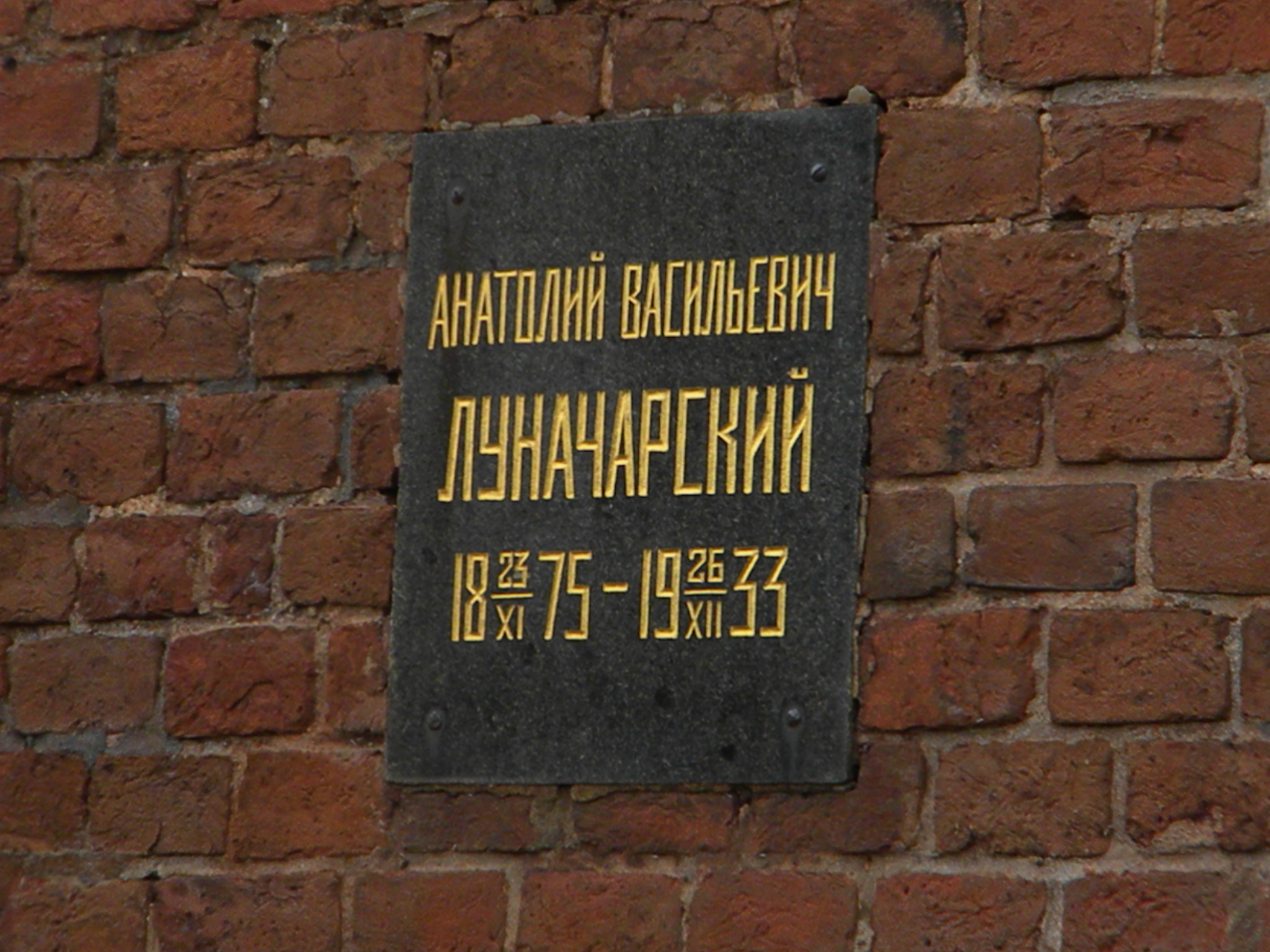
Urnengrab von Anatoli Lunatscharski an der Kremlmauer in Moskau

Seine Urne wurde an der Nekropole an der Kremlmauer in Moskau beigesetzt.
Das Moskauer Staatliche Institut für Theaterkunst trug von 1934 bis 1991 zu Ehren Lunatscharskis dessen Namen, ebenso das Weißrussische Staatliche Konservatorium in Minsk von 1934 bis 1992.
Der 1971 entdeckte Asteroid des inneren Hauptgürtels (2446) Lunacharsky wurde nach ihm benannt.

## Darstellung in der bildenden Kunst (Auswahl)
- Emil Stumpp: Anatoli Lunatscharski (Kreide-Lithographie, 1932)[6]

## Werke
- Drehbuch für Uplotnenie, Stummfilm der Regisseure Anatoli Dolinow, Donat Paschkowski und Alexander Pantelejew von 1918.
- Drehbuch für Salamandra, Stummfilm des Regisseurs Grigori Roschal von 1928.
- Die Revolution und die Kunst. Essays, Reden, Notizen.  Verlag der Kunst, Dresden 1962. (Fundus-Reihe; 6).
- Das Erbe. Essays, Reden, Notizen. Verlag der Kunst, Dresden 1965 (Fundus-Reihe; 14).
- Der befreite Don Quichote. Schauspiel in 9 Bildern und einem Epilog. In: Revolutionsstücke. Henschelverlag, Berlin 1967.
- Faust und die Stadt. Ein Lesedrama. Verlag Philipp Reclam jun., Leipzig 1973.
- Philosophie, Kunst, Literatur. Ausgewählte Schriften 1904–1933. Verlag der Kunst, Dresden 1986. (Fundus-Reihe; 103/104/105).
- Schlaglichter: Erlebnisse und Gestalten auf meinem Wege. Verlag Dietz, Berlin 1986, ISBN 3-320-00620-7.
- Šaljapin in >Don Quichotte<. In: Wolfgang Jacobsen (Hrsg.): G. W. Pabst. Argon, Berlin 1997, ISBN 3-87024-364-3 (Katalog); ISBN 3-87024-365-1 (Buchhandel).